# Gelimer

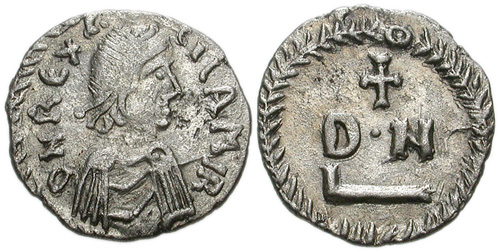
Denario de Gelimer. Ceca de Cartago

Gelimer (posiblemente escrito como  Geilamir; 480-553) fue el último monarca del reino vándalo. Reinó entre 530 y 534. Usurpó el trono a su tío segundo Hilderico, pero fue derrotado por los bizantinos, dirigidos por Belisario, en la batalla de Ad Decimum, el 13 de septiembre de 533, y tres meses después en la batalla de Tricamarum. 

## Historia
La situación interna del reino permitió al emperador romano Justiniano I declarar la guerra a los vándalos con la excusa de restaurar a Hilderico, pero lo hizo sobre todo para recuperar el norte de África al Imperio romano dentro de su política de Recuperatio Imperii. En junio de 533, Justiniano envió una fuerza expedicionaria mandada por Belisario, el cual -procedente de Constantinopla- desembarcó en junio, llegando finalmente a África a principios de septiembre. Allí tuvo noticias de que en Cerdeña, que formaba parte del dominio vándalo, Godas, un visigodo que había sido enviado a recaudar impuestos, se había rebelado contra el poder vándalo. Gelimer mandó un gran ejército a las órdenes de su hermano Tzazo a apaciguar la rebelión que contaba con 5.000 infantes y 120 barcos.
Gelimer se hallaba en el interior del país cuando supo del desembarco bizantino. Rápidamente organizó la resistencia ordenando a su hermano Amantas que saliera de Cartago para interceptar a las tropas de Belisario en el paso de Decimum, al tiempo que él, reuniendo sus fuerzas, avanzaría desde el sur hasta esa posición. Para completar la trampa, envió a su sobrino Gibamundo a bloquear un tercer camino de acceso a Cartago.

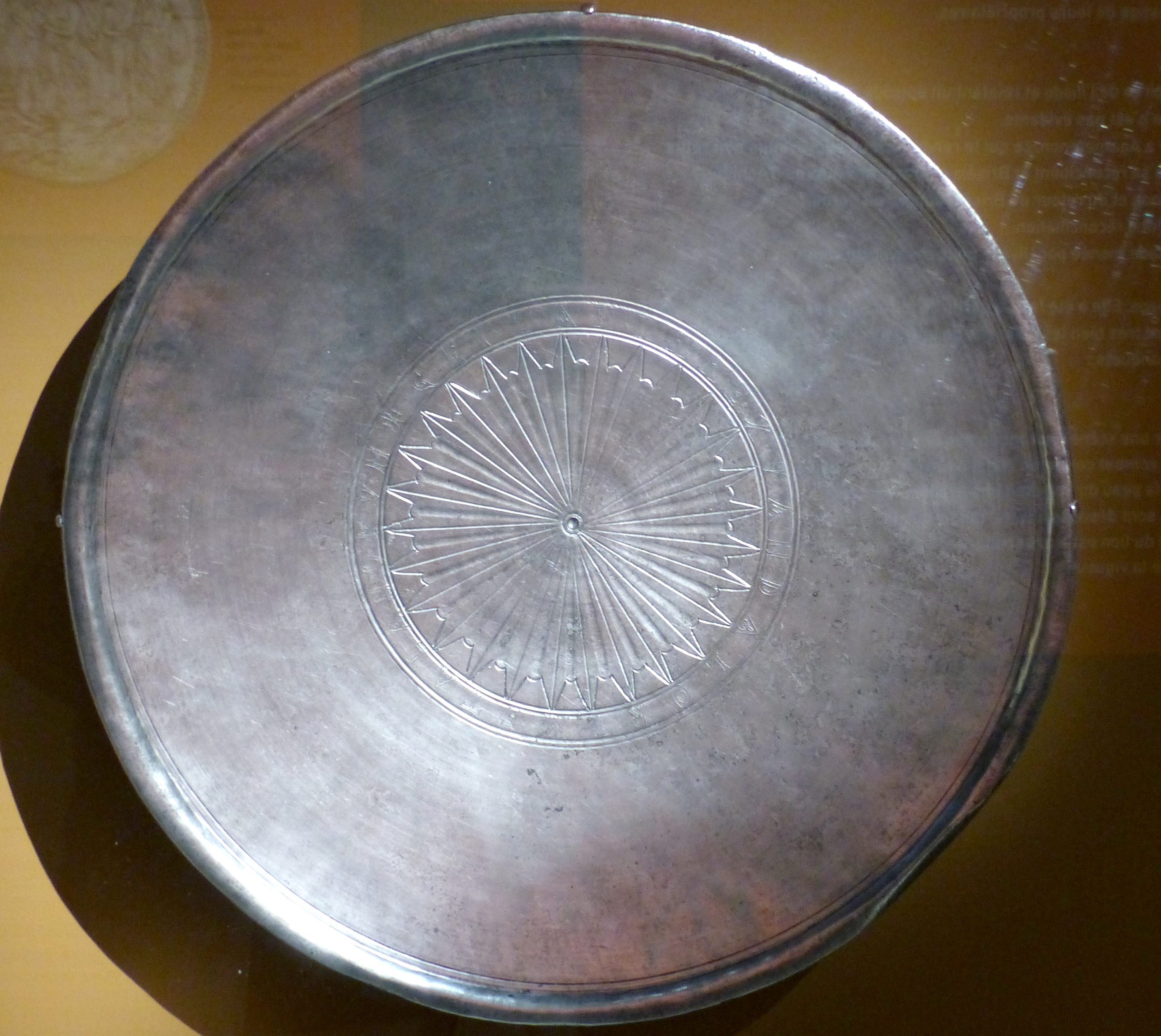
El Disco de Gelimer (Bibliothèque nationale de France).

La derrota vándala fue total y Gelimer huyó al oeste, donde se reunió con su hermano Tzazo de regreso de Cerdeña. Las tropas vándalas avanzaron de nuevo para enfrentarse a los bizantinos, que habían ocupado Cartago y ahora marchaban al encuentro de los vándalos. El enfrentamiento tuvo lugar en Tricamerón el 15 de diciembre de 533 y supuso la derrota final de los vándalos y la muerte de Tzazo.
Gelimer, derrotado, asesinó a Hilderico y huyó a los montes Atlas, donde se entregó en marzo del año siguiente. El depuesto rey vándalo fue conducido a Constantinopla, donde figuró en el desfile triunfal de Belisario, y luego fue presentado al emperador, ante el cual se limitó a repetir los versos del Eclesiastés: ¡Vanidad de vanidades, todo es vanidad!. Poco después, Justiniano le nombró patricius, distinción que Gelimer rechazó, y le cedió unos dominios en Galacia, adonde se retiró a vivir con su familia, ignorándose el lugar y la fecha de su muerte.